# Bradley Hook
Bradley Hook es autor, empresario, director de documentales y podcaster. Es conocido por sus conferencias, escritos y proyectos creativos, como el Podcast Resilience y el documental Waves of Freedom.

## Primeros años
Hook nació en Durban (Sudáfrica) el 27 de enero de 1978. Es el mayor de cuatro hermanos: una hermana, dos hermanastras y un hermanastro. Hook se trasladó a Londres a una edad temprana para centrarse en la fotografía y el periodismo. Posteriormente aprendió programación informática y trabajó como freelance digital para muchas empresas.

## Carrera profesional
Tras trasladarse a Australia, Hook colaboró con el conferenciante y educador Ian Hutchinson para crear una plataforma de bienestar corporativo 7 que despertó su interés por el rendimiento humano. Posteriormente fundó una de las primeras iniciativas tecnológicas ecológicas del mundo, Tick Green, y la revista de surf Surfd.com.
Hook pasó varios años viajando por todo el mundo, escribiendo relatos de viajes de aventura para revistas, incluidos varios reportajes de portada.
En 2015, Hook se incorporó al Resilience Institute de Nueva Zelanda e impartió cientos de talleres y seminarios para clientes de todo el mundo, además de desarrollar una plataforma tecnológica.
En 2019, Hook estrenó un largometraje documental titulado Waves of Freedom. Tras su emisión en streaming a la carta, ahora está disponible gratuitamente en YouTube. Hook lanzó el Podcast Resilience en 2020 y entrevista a invitados entre los que se encuentran autores galardonados como David Robson y Mark Lauren.
Bradley ha escrito tres libros. Surfing Life Waves se publicó en 2012, Tantric Mountain en 2015 y Resilience Mastery en 2020.
Bradley fundó Surfd.com, una revista de surf en línea en 2002. Es uno de los sitios de cultura y reseñas de productos de surf mejor valorados. También fundó la primera plataforma mundial de compensación de carbono para reducir las emisiones de Internet.